# گروه گالوا

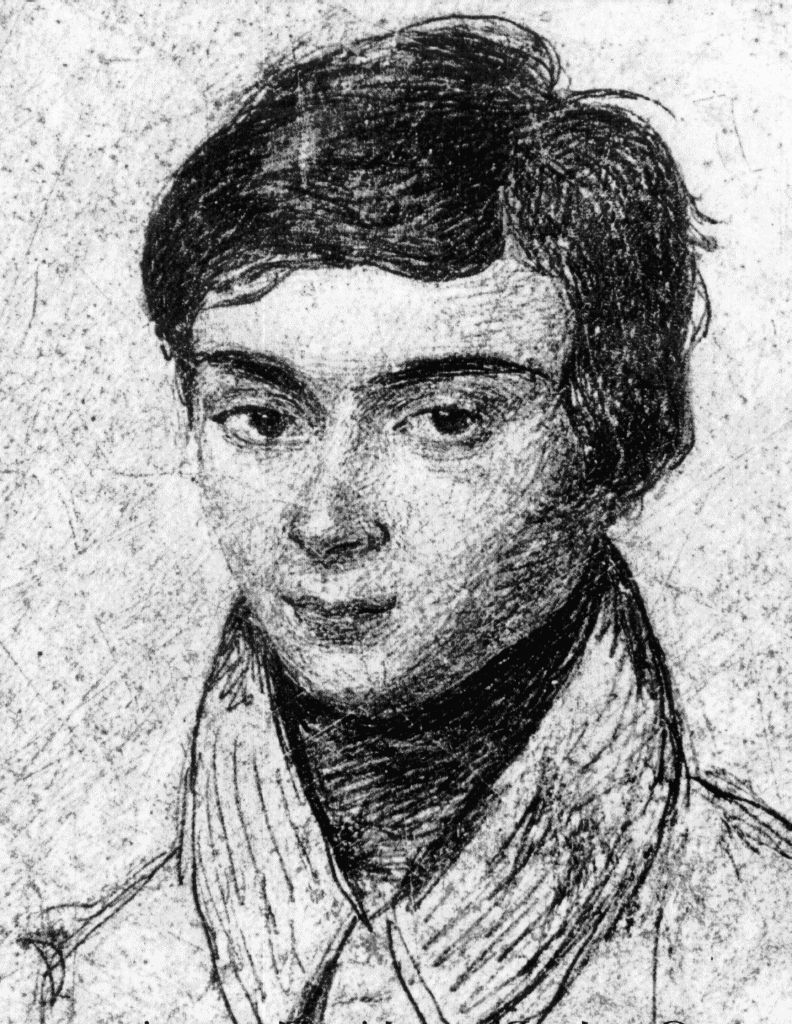
گالوا

در ریاضیات، بویژه در شاخه‌ای از جبر مجرد به نام نظریه گالوا، گروه گالوا برای نوع خاصی از توسیع‌های میدانی تعریف می‌شود. مطالعهٔ توسیع‌های میدانی و روابطشان با چند جمله‌ای‌هایی که منجر به تولیدشان می‌شود را نظریه گالوا می‌گویند. این اسم به افتخار اواریسته گالوا که ابتدا آن را کشف کرد، نامگذاری شده‌است.

## تعریف
فرض کنید {\displaystyle \mathrm {E} } توسیعی از میدان {\displaystyle \mathrm {F} } باشد (به صورت {\displaystyle \mathrm {E/F} } نوشته شده و به صورت "{\displaystyle \mathrm {E} } بر روی {\displaystyle \mathrm {F} }" خوانده می‌شود). اتومورفیسم {\displaystyle \mathrm {E/F} } به صورت اتومورفیسم {\displaystyle \mathrm {E} } که {\displaystyle \mathrm {F} } را نقطه وار ثابت نگه می‌دارد تعریف می‌شود. به زبان دیگر، یک اتومورفیسم از {\displaystyle \mathrm {E/F} } ایزومورفیسمی چون {\displaystyle \alpha } از {\displaystyle \mathrm {E} } به {\displaystyle \mathrm {E} } است چنان‌که برای تمام {\displaystyle \mathrm {x} \in \mathrm {F} }‌ها داریم {\displaystyle \alpha \mathrm {(x)=x} }. مجموعه تمام اتومورفیسم‌های {\displaystyle \mathrm {E/F} } تشکیل گروهی می‌دهند که عمل دوتایی آن ترکیب توابع است. این گروه را برخی مواقع به صورت {\displaystyle \mathrm {Aut(E/F)} } می‌نویسند.
اگر {\displaystyle \mathrm {E/F} } یک توسیع گالوا باشد آنگاه به {\displaystyle \mathrm {Aut(E/F)} } گروه گالوای (توسیع) {\displaystyle \mathrm {E} } بر روی {\displaystyle \mathrm {F} } گویند و اغلب آن را با {\displaystyle \mathrm {Gal(E/F)} } نمایش می‌دهند.
اگر {\displaystyle \mathrm {E/F} } توسیع گالوا نباشد، آنگاه گروه گالوای (توسیع) {\displaystyle \mathrm {E} } روی {\displaystyle \mathrm {F} } را برخی مواقع به صورت {\displaystyle \mathrm {Aut(G/F)} } تعریف می‌کنند که در آن {\displaystyle \mathrm {G} } بستار گالوای {\displaystyle \mathrm {E} } می‌باشد.

## مثال‌ها
در مثال‌های پایین {\displaystyle F} یک میدان است و {\displaystyle \mathbb {C} }، {\displaystyle \mathbb {Q} }، {\displaystyle \mathbb {R} } به ترتیب میدان اعداد مختلط، حقیقی و گویا هستند. نماد {\displaystyle F(a)} بیانگر توسیع میدانیست که از الحاق {\displaystyle a} به میدان {\displaystyle F} بدست آمده است.
- {\displaystyle Gal(F/F)} گروه بدیهی تک عضویست، به آن خودریختی همانی گویند.
- {\displaystyle Gal(\mathbb {C/R} )} دو عنصر دارد، خودریختی همانی و خودریختی مزدوج مختلط.[۲]
- {\displaystyle Aut(\mathbb {R/Q} )} بدیهیست. می توان نشان داد که هر خود ریختی از {\displaystyle \mathbb {R} } باید ترتیب اعداد حقیقی را حفظ کرده و لذا باید همانی باشد.
- {\displaystyle Aut(\mathbb {C/Q} )} یک گروه بی نهایت عضویست.
- {\displaystyle Gal(\mathbb {Q} ({\sqrt {2}})/\mathbb {Q} )} دو عضو دارد، خودریختی همانی و خودریختی که {\displaystyle +{\sqrt {2}}} و {\displaystyle -{\sqrt {2}}} را با هم تعویض می کند.
- میدان {\displaystyle \mathbb {Q} ({\sqrt[{3}]{2}})} را در نظر بگیرید. گروه {\displaystyle Aut(K/\mathbb {Q} )} تنها شامل خودریختی همانیست. علتش آن است که {\displaystyle K} یک توسیع نرمال نبوده، لذا چون دو ریشه سوم مختلط 2 در توسیع وجود ندارد، {\displaystyle K} یک میدان شکافنده نخواهد بود.
- اکنون {\displaystyle L=\mathbb {Q} ({\sqrt[{3}]{2}},\omega )} را در نظر بگیرید که در آن {\displaystyle \omega } ریشه سوم واحد است. گروه {\displaystyle Gal(L/\mathbb {Q} )} یک ریخت با {\displaystyle S_{3}} است و {\displaystyle L} در حقیقت میدان شکافنده ی {\displaystyle x^{3}-2} بر روی {\displaystyle \mathbb {Q} } می باشد.
- اگر {\displaystyle q} توانی از عددی اول باشد و {\displaystyle F=\mathbf {GF} (q)} و {\displaystyle E=\mathbf {GF} (q^{n})} به ترتیب میدان‌های گالوا از مرتبه {\displaystyle q} و {\displaystyle q^{n}} باشند، آنگاه {\displaystyle Gal(E/F)} دوری از مرتبه {\displaystyle n} بوده و توسط هم‌ریختی فروبنیوس تولید شده است.
- اگر {\displaystyle f} یک چندجمله ای تحویل ناپذیر از درجه {\displaystyle p} با ضرایب گویا باشد و دقیقا دو ریشه غیر حقیقی داشته باشد، آنگاه گروه گالوای {\displaystyle f} به صورت گروه تقارنی کامل {\displaystyle S_{p}} خواهد بود.